# Danny Swanson
Danny Swanson, eigentlich: Daniel Joseph Swanson (* 28. Dezember 1986 in Edinburgh) ist ein schottischer Fußballspieler.

## Karriere
Danny Swanson begann seine Profikarriere in der Saison 2005/06 beim schottischen Viertligisten Berwick Rangers. In der ersten Saison erreichte er mit den Rangers die Aufstieg-Play-offs zur dritten Liga, die gegen Alloa Athletic verloren wurden. In der Spielzeit 2006/07 gelang der direkte Aufstieg als Viertligameister. Im Januar 2008 wechselte Swanson zum schottischen Erstligisten Dundee United. Für den Verein absolvierte Swanson in den folgenden vier Spielzeiten 108 Ligaspiele und erzielte 12 Tore. Größter Erfolg war dabei der Sieg im schottischen Pokalfinale gegen Ross County im Jahr 2010. Im Juni 2012 wechselte der 25-jährige Swanson nach England zum Zweitligisten Peterborough United. Mit Peterborough stieg er in der ersten Saison in die Drittklassigkeit ab, konnte ein Jahr später aber mit dem Verein die League Trophy im Finale gegen den FC Chesterfield gewinnen. Nach zwei Jahren wechselte Swanson zu Coventry City. Nachdem er bis zum Februar 2015 nur fünfzehnmal eingesetzt worden war, wurde der offensive Mittelfeldspieler an den FC St. Johnstone verliehen. Den Saints half er bis zum Saisonende mit zwei Treffern in elf Spielen, sich für den Europapokal zu qualifizieren. Nach seiner Rückkehr nach Coventry wurde der Vertrag vorzeitig aufgelöst, und Swanson unterschrieb nach einem Probetraining in seiner Geburtsstadt einen Vertrag bei Heart of Midlothian. Bereits nach fünf Monaten verließ er den Verein bereits wieder und unterschrieb erneut einen Kontrakt beim FC St. Johnstone.

## Erfolge
mit den Berwick Rangers:
- Schottischer Viertligameister: 2007

mit Dundee United:
- Schottischer Pokalsieger: 2010

mit Peterborough United:
- League Trophy: 2014